# هارالد بريديسين
هارالد بريديسين (بالإنجليزية: Harald Bredesen)‏ هو قس أمريكي، ولد في 18 أغسطس 1918 في رغبي في الولايات المتحدة، وتوفي في 29 ديسمبر 2006 في إسكونديدو في الولايات المتحدة.